# Mathoris
Mathoris is een geslacht van vlinders van de familie venstervlekjes (Thyrididae).

## Soorten
- M. ignepicta (Hampson, 1905)
- M. loceusalis (Walker, 1859)
- M. magica Gaede, 1917
- M. procurata (Walker, 1861)
- M. vocata (Walker, 1861)